# Orcuttia
Orcuttia es un género de planta con flor,  perteneciente a la familia de las poáceas. Es originario de California y México.

## Taxonomía
El género fue descrito por George Vasey y publicado en Bulletin of the Torrey Botanical Club 13: 219. 1886. La especie tipo es:  Orcuttia californica
Etimología
El nombre del género fue otorgado en honor de Charles Russell Orcutt, eminente botánico, malacólogo y naturalista estadounidense.

## Especies
- Orcuttia californica
- Orcuttia inaequalis
- Orcuttia pilosa
- Orcuttia tenuis
- Orcuttia viscida